# Mont Fushimi
Le mont Fushimi (伏美岳, Fushimi-dake) est une montagne culminant à 1 792 m d'altitude dans les monts Hidaka de l'île de Hokkaidō au Japon.